# Asyndetus exunguis
Asyndetus exunguis är en tvåvingeart som beskrevs av Octave Parent 1927. Asyndetus exunguis ingår i släktet Asyndetus och familjen styltflugor. Inga underarter finns listade i Catalogue of Life.